# الاعتداء الجنسي على المهاجرين من أمريكا اللاتينية إلى الولايات المتحدة
تعتبر العديد من النساء والفتيات المهاجرات من أمريكا اللاتينية إلى الولايات المتحدة ضحايا من الاعتداء الجنسي، فيدخل المهاجرين من وخلال المكسيك بدون تصريح قانوني في مجابهات مع مهربين وأحيانا عصابات إجرامية؛ ربما يكون مرتكبي الجريمة من المهربين أو أعضاء عصابة وقد يكونوا مسئولين حكوميين أو قُطّاع الطرق أو مهاجرين آخرين. يُعد الاعتداء الجنسي أحياناً جزءاً من «ثمن» التهريب، وقد صرحت العديد من النساء بأنهم استعادوا مقبلًا بأخذ مانع الحمل.
فالعديد من المهاجرين بدون تصريح قانوني لن يبلغوا عن وقوعهم ضحايا من الجريمة أو من ناحية أخرى اتخاذ اجراءات قد يعرضهم لمخاطرة قدرتهم على عبور الحدود أو البقاء في الولايات المتحدة. برغم صعوبة تجميع المعلومات وتحليلها، أفادت منظمة العفو الدولية في 2010 بأن نسبة النساء والفتيات اللاتي تعرضن للاعتداء الجنسي على مدى رحلتهن قد تصل نسبة ارتفاعها إلى 60%.

## خلفية
يسافر أناس من وخلال المكسيك إلى الولايات المتحدة لعدة أسباب بما فيها الفقر، قلة فرص العمل، وانعدام الإحساس بالأمن. فقد عزم العديد منهم تحسين حالتهم، لكن هناك مهاجرين غير قادرين للهجرة بتصريح قانوني، فيعثروا على وسائل أخرى لعبور الحدود، وعادة ما يتعرضوا للخطر. على الرغم من تلك المخاطر والاعتداءات التي يتعرضون لها طوال طرقهم، مازال يقوم الكثيربن بمحاولات عدة.
نشرت منظمة العفو الدولية تقريرًا في 2010 وجدت بأن «النساء والأطفال» وخاصة الأطفال بدون ذويهم يعتبروا معرضين للخطر لكونهم الحلقة الضعيفة، فيتعرضوا لمخاطر جسيمة من جرائم الاتجار والاعتداء الجنسي من قبل مجرمين، ومهاجرين آخرين، ومسئولين حكوميين فاسدين.
وعلاوة على ذلك، تهاجر نساء أخريات للاندماج مع أفراد العائلة، أو لإيجاد فرص اقتصادية أفضل من خلال الحصول على وظيفة، وللهرب من العنف المنزلي التي يعانون منه، أو لحالات العنف وعدم الاستقرار السياسي في بلدانهن.  برغم بأن اتفاقات حقوق الإنسان قد حددت احتياجات هؤلاء النساء لضمان توافر الأمن والحماية، وخاصة الحماية من العنف الجنسي المحتمل الذي قد يتعرضون له، بالإضافة إلى ذلك تستمر الأنظمة التي تدير حدود المكسيك والولايات المتحدة في تمكين وتسهيل استمرار حدوث الاعتداء الجنسي.